# Dalmannia affinis
Dalmannia affinis är en tvåvingeart som beskrevs av Chen 1939. Dalmannia affinis ingår i släktet Dalmannia och familjen stekelflugor. Inga underarter finns listade i Catalogue of Life.